# New Red Archives
New Red Archives is een Amerikaans, onafhankelijk platenlabel gevestigd in San Francisco, Californië en is door Nicky Garatt opgericht in 1987. Het label richt zich vooral op punkmuziek. Garatt begon in 1987 met het uitgeven van grammofoonplaten van lokale punkbands, waarna New Red in 1990 van Brooklyn naar Hollywood verhuisde. In 1996 tekende het label een contract bij het kleine label Dutch East India Trading. In 1998 verhuisde het label naar San Francisco en werd het compilatiealbum At War with Society uitgegeven. In het begin van de millenniumjaren begon het label naast grammofoonplaten ook met het uitgeven van cd's, wat gedistribueerd werd door het distributielabel Lumberjack Mordam Music Group.

## Bands en artiesten die bij het label spelen
| - Accustomed To Nothing - Anti-Flag - Badtown Boys - Christ On A Crutch - Corrupted Ideals - Crucial Youth - Dead Lazlo's Place - Dehumanized | - Hogan's Heroes - Jack Killed Jill - Kraut - Loudmouths - MDC - No Use for a Name - Nukes - Reagan Youth | - Samiam - Snap-Her - Social Unrest - Squat - Ten Bright Spikes - Post Ejaculation Depression - Ultraman - U.K. Subs |